# Leon Max Lederman
Leon Max Lederman, ameriški fizik, * 15. julij 1922, New York, New York, ZDA, † 3. oktober 2018, Rexburg, Idaho, ZDA.
Lederman je skupaj s Perlom leta 1982 prejel Wolfovo nagrado za fiziko za njune razsikave kvarkov in leptonov. Leta 1988 je skupaj s Schwartzem in Steinbergerjem prejel Nobelovo nagrado za fiziko za svoje raziskave nevtronov. Je predstojnik emeritus Fermilaba v Batavii, Illinois. Leta 1986 je ustanovil Matematično in znanstveno akademijo Illinoisa v Avrori. Od leta 1998 je bil pripadajoči akademik. V letu 2012 je prejel nagrado Vannevarja Busha za svoje izjemne dosežke k razumevanju osnovnih sil in delcev narave.